# Меланија Алварез
Меланија Алварез де Адем је мексичка математичарка која ради као образовни координатор на Пацифичком институту за математичке науке и координатор друштвене помоћи на одсеку за математику на Универзитету Британске Колумбије у Ванкуверу.

## Образовање
Меланија је одрасла у Мексико Ситију, где је завршила основно образовање на Националном аутономном универзитету у Мексику. Касније је магистрирала економију и антропологију на Универзитету Висконсин-Медисон и операционим истраживањима на Станфорд универзитету. 2016. године завршила је докторат у математичком образовању на Универзитету Симон Фрасер под надзором Петера Лиљедахла.

## Друштвени рад
На УБK-у, Меланија је позната по летњим математичким камповима које је развила како би побољшала математичко образовање аутохтоних средњошколаца. Она је 2012. била добитница награде Адриен Поулиот, коју додељује Канадско математичко друштво за значајне доприносе образовању математике у Канади.
Заинтересована је за помагање угроженим мањинама са математиком због инцидента расне дискриминације који се догодио у Медисону, где је њен син, који је похађао шести разред (и који је наследио мајчин таленат за математику), стављен на стазу математике нижег нивоа због свог латиноамеричког порекла. Преселила се у Ванкувер 2004. године и почела са програмом математичког кампа на УБК-у 2007.
Поред свог рада са аутохтоним људима, Меланија је била активна у организовању математичких такмичења, радионица и прикупљања средстава за математичко образовање међу општом популацијом.